# Everyday (Buddy Holly)
Everyday è una canzone scritta per Laura Elizabeth Coxon da Charles Hardin (Buddy Holly) e Norman Petty, registrata da Buddy Holly and the Crickets il 29 maggio del 1957 e pubblicata il 20 settembre nel singolo Everyday/Peggy Sue. 

## Il brano
Holly suona la chitarra acustica; alla batteria c'è Jerry Allison che allo stesso tempo utilizza le sue mani per lo slapping sulle percussioni; Joe B. Mauldin suona il basso acustico e la moglie del produttore Norman Petty, Vi, suona la celesta (uno strumento a tastiera con un tono simile al glockenspiel, utilizzato in alcuni pezzi classici come Dance of the Sugarplum Fairy dei Nutcracker). La durata del brano è di soli 2 minuti e 5 secondi. Il pezzo raggiunse la posizione 236 della classifica delle 500 più grandi canzoni di tutti i tempi della rivista Rolling Stone .
Una cover del brano venne registrata da James Taylor e pubblicata nel 1985, riscuotendo un ottimo risultato nelle classifiche pop e country. Anche Don McLean rifece la canzone così come gli Erasure nel loro album del 2002 Other People's Songs. Anche John Denver e i Trashmen ne hanno fatto una loro versione, come anche la band indie rock dei Rogue Wave. I Pearl Jam l'hanno suonata in una performance live nella città di nascita dell'autore, Lubbock. È stata inoltre suonata live dai Deep Purple e inserita nel loro album Nobody's Perfect nel brano Woman from Tokyo. L'ennesima versione è stata composta dagli hellogoodbye e pubblicata nell'album del 2008 Ukulele recordings. Phil Ochs ha utilizzato parte della canzone nel suo 'Buddy Holly Medley' nel suo LP del 1975 dal titolo Gunfight at Carnegie Hall.
È stata inoltre utilizzata nella colonna sonora del film del 2003 Big Fish - Le storie di una vita incredibile, nel film del 2009 Mr. Nobody, nel film ...e ora parliamo di Kevin del 2011, nel film cult del 1997 Gummo, nel film Stand by Me - Ricordo di un'estate, nel film Gladiatori di Roma e in un episodio della quarta stagione della serie Lost, Ricerca febbrile. La cover dei Rogue Wave è stata inserita nel trailer del film del 2008, con Anne Hathaway, Rachel Getting Married. Il gruppo Fiction Family ha eseguito una cover del brano nel loro tour originale. La canzone svolge inoltre un ruolo fondamentale nella trama della seconda stagione della serie tv Good Omens rilasciata il 28 luglio 2023.